# 제주고사리삼
제주고사리삼(학명: Mankyua chejuense)은 고사리삼목 고사리삼과 제주고사리삼속에 속한 양치식물의 일종이다. 이 속은 2001년 Taxon 제50권(제4호) 1020쪽에 전북대학교 선병윤, 김문홍, 김철환 등을 통해 신속 신종으로 기재되었다. 완모식표본은 제주도 북제주군 구좌읍에 있는 기생화산, 묘산봉의 해발고도 80m(미터) 부근에 분포하는 습지대에서 채집한 것이다. 속명은 한국의 양치류를 연구한 식물학자 박만규(1906-1977)를 기리며 헌명(献名)되었다.
제주고사리삼속(Mankyua)은 고사리삼과(Ophioglossaceae)에 속하는 단형속(單型屬, Monotypic genus)의 양치식물이다. 우리나라 제주도의 고유종인 제주고사리삼 Mankyua chejuense 단 1종만으로만 이루어져 있다.
이 속은 넓은 의미에서 분명히 고사리삼이지만 정확한 계통학적 위치는 불확실하다. 이 종은 나도고사리삼속(Ophioglossum)과 유사한 포자낭 구조를 가지고 있지만  칠지궐속(한자어七指蕨의 가명)(Helminthostachys)을 연상시키는 손바닥 모양으로 방사상으로 배열된 깃 모양의 옆면 구조를 가지고 있다. 엄밀히 말하면 고사리삼과 분류군의 기저 분지일 수 있다.
비슷한 종으로 일본 오키나와현의 미야코지마, 남아시아 그리고 오스트레일리아에 분포하는 칠지궐(七指蕨)이 있다. 이 종을 작게 만든 것과 같은 형태이지만 다른 계통으로 기본 염색체수도 다르다.

## 기원
GenBank에서 주요 석송류 그룹을 대표하는 42개의 계통에서 얻은 두 개의 엽록체 DNA(cpDNA) 영역의 데이터를 확보한 뒤, 최대 절약법(maximum parsimony), 최대 우도법(maximum likelihood), 그리고 베이츠 추론(Bayesian inference)이라는 세 가지 계통발생 분석이 수행하여 M. chejuense의 정확한 계통학적 위치를 규명하였다. 추가로, 네 개의 화석 보정점을 활용한 완화 분자 시계모델을 사용하여 분기 시점을 추정하였다.
이러한 연구 결과에 따르면, Mankyua는 Ophioglossaceae 내에서 가장 오래전에 분기한 계통을 나타낼 수도 있으며, 또는 여전히 불확실한 계통학적 위치에 따라 Helminthostachys를 포함하는 그룹의 자매 분류군일 수도 있다. Ophioglossaceae와 그 자매 분류군인 솔잎란속Psilotum은 약 2억 5천 6백만 년 전까지 공통 조상을 공유한 것으로 여겨지며, Mankyua는 쥐라기 전기인 약 1억 9천 5백만 년 전에 분기한 것으로 추정된다.

## 분포
제주고사리삼은 제한된 자생지, 높은 학술적 가치 등의 이유로 멸종위기등급 2급으로 지정되어 보호받고 있다.
제주도의 동북부, 행정적으론 제주시 동편에 위치한 조천읍과 구좌읍에서만 자생 확인이 되고 있는데 현재 이 지역은 묘산봉관광단지나 풍력발전단지 개발들이 예정되는 등 자생지 파괴의 위협을 받고 있다.